# سيسيل هير
سيسيل هير (بالإنجليزية: Cecil Hare)‏ هو لاعب كرة قدم أمريكية أمريكي، ولد في 2 مارس 1919، وتوفي في 15 أبريل 1963 في كويور دي أليني في الولايات المتحدة.